# Eleonore Barbara de Thun-Hohenstein
 (novembre 2023).
Si vous disposez d'ouvrages ou d'articles de référence ou si vous connaissez des sites web de qualité traitant du thème abordé ici, merci de compléter l'article en donnant les références utiles à sa vérifiabilité et en les liant à la section « Notes et références ».
Titre
Princesse de Liechtenstein
12 mars 1718 – 11 octobre 1721
(3 ans, 6 mois et 29 jours)
Eleonore Barbara Catharina comtesse von Thun und Hohenstein (née le 4 mai 1661, morte le 8 février 1723 à Vienne) est princesse de Liechtenstein.

## Famille
Elle est la fille d'Oswald von Thun und Hohenstein, chambellan et conseiller impérial, et de son épouse Elisabeth von Lodron.
Le 15 octobre 1679, elle épouse Antoine-Florian de Liechtenstein à Krupka.
Le couple a dix enfants, une fille sera princesse de Liechtenstein après elle :
- Franz Augustin (1680–1681)
- Eleonore (1681–1685)
- Marie Antonie (1683–1715) ∞ 1. Johann Adam Graf von Lamberg (1677–1708) ∞ 2. Ehrgott Maximilian Graf von Kuefstein († 1728)
- Anton Ignaz (1689–1690)
- Joseph-Jean-Adam (1690–1732), 1721 prince de Liechtenstein ∞ 1. Gabriele de Liechtenstein (1692–1713); ∞ 2. Maria Anna von Thun und Hohenstein (1698–1716); ∞ 3. Maria Anna von Oettingen-Spielberg (1693–1729) ∞ 4. Maria Anna von Kottulinsky (1707–1788)
- Innozenz Anton (1693–1707)
- Marie Karoline (1694–1735) ∞ Franz Wilhelm von Salm-Reifferscheidt (1670–1734)
- Karl Josef (1697–1704)
- Anna Maria (1699–1753) ∞ 1. Johann Ernst Graf von Thun und Hohenstein (1694–1717); ∞ 2. Joseph-Wenceslas de Liechtenstein (1696–1772)
- Eleonore (1705–1752) ∞ Friedrich August von Harrach (1696–1749)

En 1721, son mari décède à Vienne. Après deux ans de veuvage, elle meurt en 1723 également à Vienne. Elle n'est pas enterrée dans la crypte des Liechtenstein à Vranov, mais dans la Paulanerkirche de Vienne, où se fera enterrer sa fille, la princesse Anna Maria. La crypte est fermée au début du XIXe siècle et les deux tombes sont considérées comme perdues.

## Source de la traduction
- (de) Cet article est partiellement ou en totalité issu de l’article de Wikipédia en allemand intitulé « Eleonore Barbara von Thun und Hohenstein » (voir la liste des auteurs).